# Distretto di Pachangara
Il distretto di Pachangara è uno dei sei distretti della provincia di Oyón, in Perù. Si trova nella regione di Lima e si estende su una superficie di 252,05 chilometri quadrati.
Istituito il 28 gennaio 1863, ha per capitale la città di Churín.